# Sagrada Família de les Dominiques
El Monestir de la Sagrada Família, conegut com les Dominicas i com a Església del Convent de Dominiques, és un lloc de culte catòlic situat a Borriana, Plana Baixa, catalogat com Bé de Rellevància Local segons la Disposició Addicional Cinquena de la Llei 5/2007, de 9 de febrer, de la Generalitat, de modificació de la Llei 4/1998, d'11 de juny, del Patrimoni Cultural Valencià (DOCV Núm. 5.449 / 13/02/2007), amb codi 12.06.032-002.
Situat a la plaça de les Monges, 12, a la zona de l'eixample, a l'est del nucli antic de la població de Borriana, data de finals del segle xix, en concret de l'any 1890, data de la seva fundació.
Es tracta d'un conjunt d'edificis, construïts seguint les pautes de l'estil neoclàssic entre els quals es troba l'església i la zona conventual.
Durant l'any 2016 es van dur a terme les celebracions pels 125 anys de la fundació del Monestir en aquesta localitat.